# Rap rock
Rap Rock er navnet på en blanding af rock og hip hop. Rage Against The Machine og Red Hot Chilli Peppers gjorde rap rocken berømt, efter var Beastie Boys og  Cypress Hill de store hits. Senere i de sene 1990'er og begyndelsen af 2000'erne var det bands som Linkin Park, Limp Bizkit, Papa Roach og P.O.D. En af de tidligste grupper, der dedikerede sig til genren var Urban Dance Squad, som siges at have inspireret Rage Against the Machine. 